# 김근우 (자전거 경기 선수)
김근우(한국 한자: 金根宇, 영어: Kim Geunwoo, 2004년 2월 10일 ~ )는 대한민국의 사이클 선수이다. 대한민국의 배우인 라미란의 아들이기도 하다.

## 학력
| 연도 | 학교             | 학과 | 비고 |
| ---- | ---------------- | ---- | ---- |
|      | 계산중학교       |      | 졸업 |
|      | 인천체육고등학교 |      | 졸업 |

## 가족 관계
- 아버지 김진구
- 어머니 라미란 (1975년생)